# Virgin Records
Virgin Records er et engelsk pladeselskab. Det blev stiftet af Richard Branson og Nik Powell i 1972. Virgin Records blev solgt til EMI i 1992 og indgik herefter i Virgin EMI og ejes i dag af Universal Music Group.
I 2013 blev Virgin EMI Records etableret ved en sammenlægning af Mercury Records UK, Universal Island og Virgin Records. Virgin EMI’s artister inkluderer bl.a. Paul McCartney, U2, Massive Attack, Elton John m.fl.